# 櫻花乍現
「櫻花乍現」（桜チラリ）是日本的女子偶像組合℃-ute的第1张单曲。2007年2月21日由zetima发售。

## 概要
- 「櫻花乍現」是℃-ute正式出道的第一張單曲
- 此單曲有2個版本，分別有「初回生産限定盤」和「CD ONLY」。
- 在3月5日於公信榜单曲週排行榜取得第5位。此單曲令℃-ute成為第一隊女子偶像組合以出道單曲成功打入公信榜单曲週排行榜TOP 5位置。

## 收錄内容

### CD
1. 櫻花乍現
（作詞・作曲：淳君 編曲：高橋諭一）
2. JUMP
（作詞・作曲：淳君 編曲：山崎淳）
3. 櫻花乍現(Instrumental)